# Кучмізм

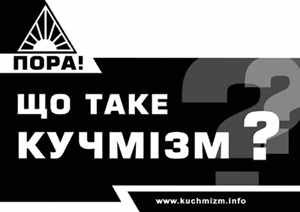
Перша наліпка чорної Пори, якою було вперше у суспільстві поширено термін

Кучмі́зм — термін, який використовують для позначення періоду Президента України Леоніда Кучми, що виник і проіснував в Україні протягом 1994–2004 років. Кучмізм сформувався в результаті зрощення старих радянських чиновників з регіональними кримінальними елітами; є різновидом пострадянських режимів. Вважається ліквідованим в результаті демократичних президентських (2004) та парламентських (2006) виборів.
Термін започаткований Громадянською кампанією «Пора!» (чорною). Вперше його було поширено у ніч з 28 на 29 березня 2004 року, акцією «Що таке кучмізм?», у межах якої наліпки та плакати з таким написом були розповсюджені у 17-ти областях України.

## Головні ознаки
- концентрація влади в руках єдиної фінансово-багатопартійної корпорації;
- декоративна демократія — вибори з інструменту ротації влади перетворені на засіб її періодичної самолегітимізації;
- єдність законодавчої, виконавчої та судової влади, як цілісного механізму контролю над суспільством і гарантуванням незмінності режиму за допомогою непідконтрольних суспільству «силових структур»;
- дуже висока корумпованість державного апарату;
- перебування при владі представників різноманітних олігархічних кланів, зокрема дніпропетровського та донецького;
- визрівання в умовах гострих протистоянь між кланами двох еліт — умовно помаранчевої (орієнтувалася на виборців Західної та Центральної України) та умовно біло-блакитної (орієнтувалася на виборців Південної та Східної України), між якими президент намагався лавірувати.